# Jabłowo
Jabłowo est une localité polonaise de la gmina rurale de Starogard Gdański située dans le powiat de Starogard en voïvodie de Poméranie. Elle se trouve à environ 43 km au sud de la capitale régionale Gdańsk.

## Géographie

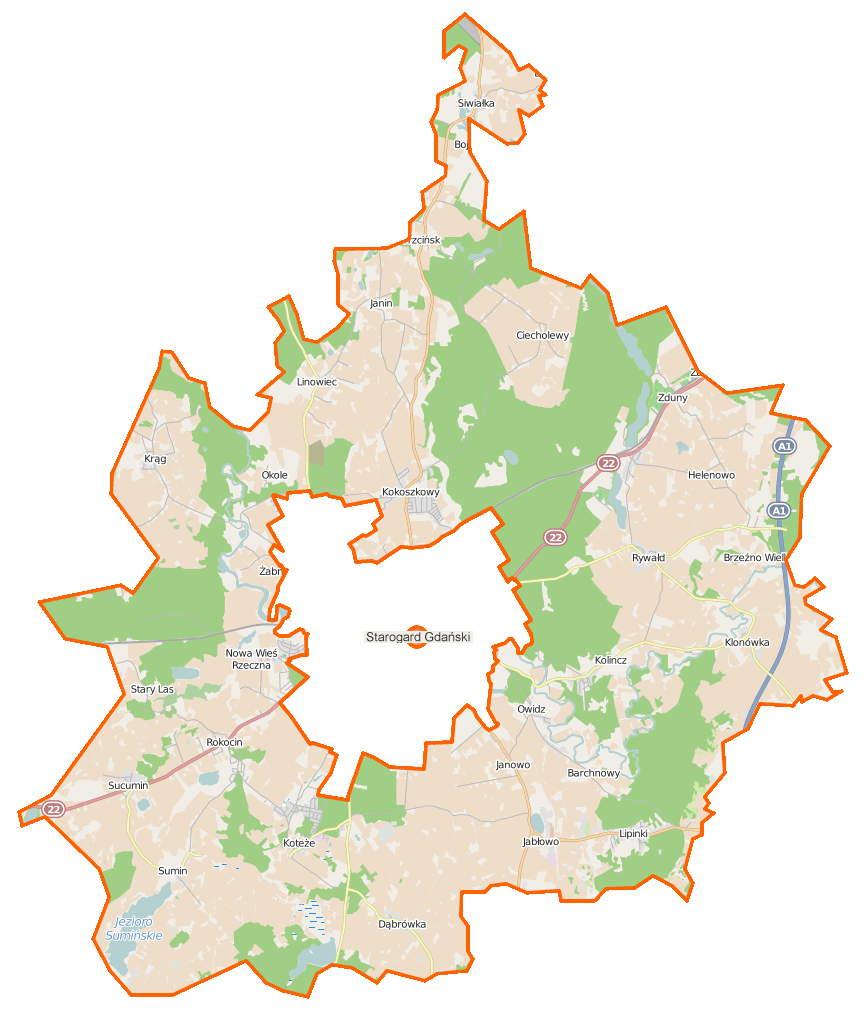
Carte de la gmina de Starogard Gdański.